# Maurice Delannoy
Pour les articles homonymes, voir Delannoy.
Maurice Delannoy né le 11 mars 1885 à Paris, ville où il est mort le 26 avril 1972, est un sculpteur et médailleur français.

## Biographie
Maurice Delannoy naît le 11 mars 1885 dans le 9e arrondissement de Paris, puis étudie à l'école Germain Pilon où il est l'élève de Charles Valton et de Jules Édouard Roiné.
Il est sociétaire de la Société des artistes français où il obtient en 1921 une mention honorable comme sculpteur, puis une médaille de bronze en 1923 et une médaille d'argent en 1926. Il expose un cadre de médailles et des portraits en bronze au Salon de 1929.
Maurice Delannoy conçoit des monnaies marocaines, libanaises et monégasques. Le Catalogue général illustré des éditions de la Monnaie de Paris répertorie 99 médailles de sa main.
Il meurt le 26 avril 1972 à l'hôpital Tarnier dans le 6e arrondissement de Paris.

## Distinctions
Maurice Delannoy est nommé chevalier de l'ordre national de la Légion d'honneur en 1947.

## Œuvres

### Médaille
- Paris :
  - musée d'Orsay :
    - Maurice Barrès ;
    - Saint François d'Assise ;
    - Diane.

  - cimetière de Passy (12e division) : bas-relief en bronze ornant la tombe de l'aviateur Maurice Bellonte[5].
- Paul Valéry, 1934.
- Médaille d'après l'Antique.
- Médaille pour l'Assistance publique.
- Médaille pour Les Batailles de Champagne Mars Septembre MCMXV (1935)[6]

## Galerie

Médailles de Maurice Delannoy
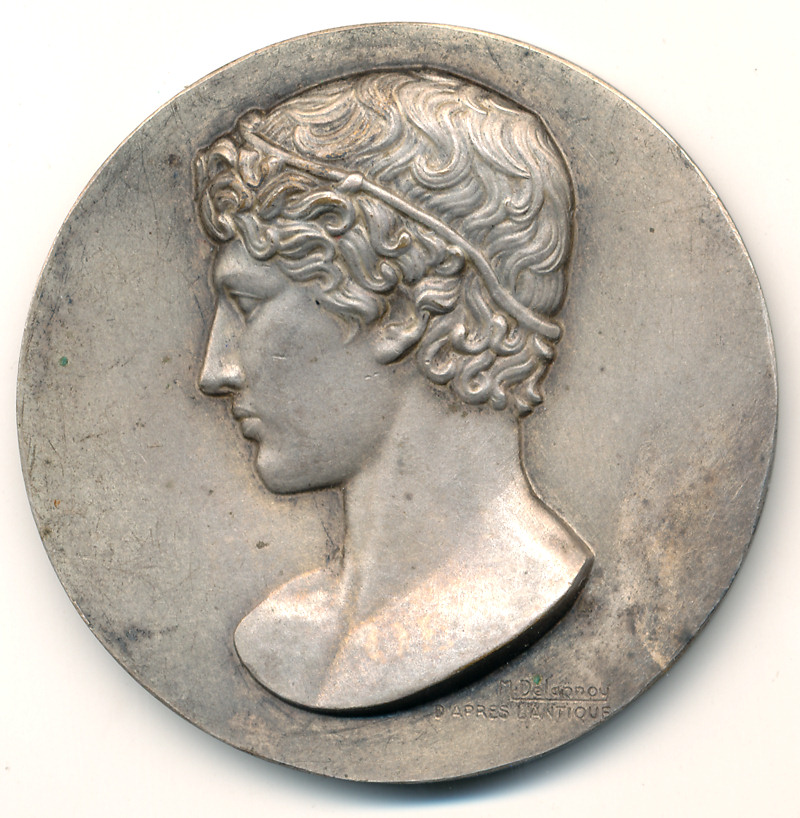
Médaille d'après l'Antique, bronze argenté, 50 mm.
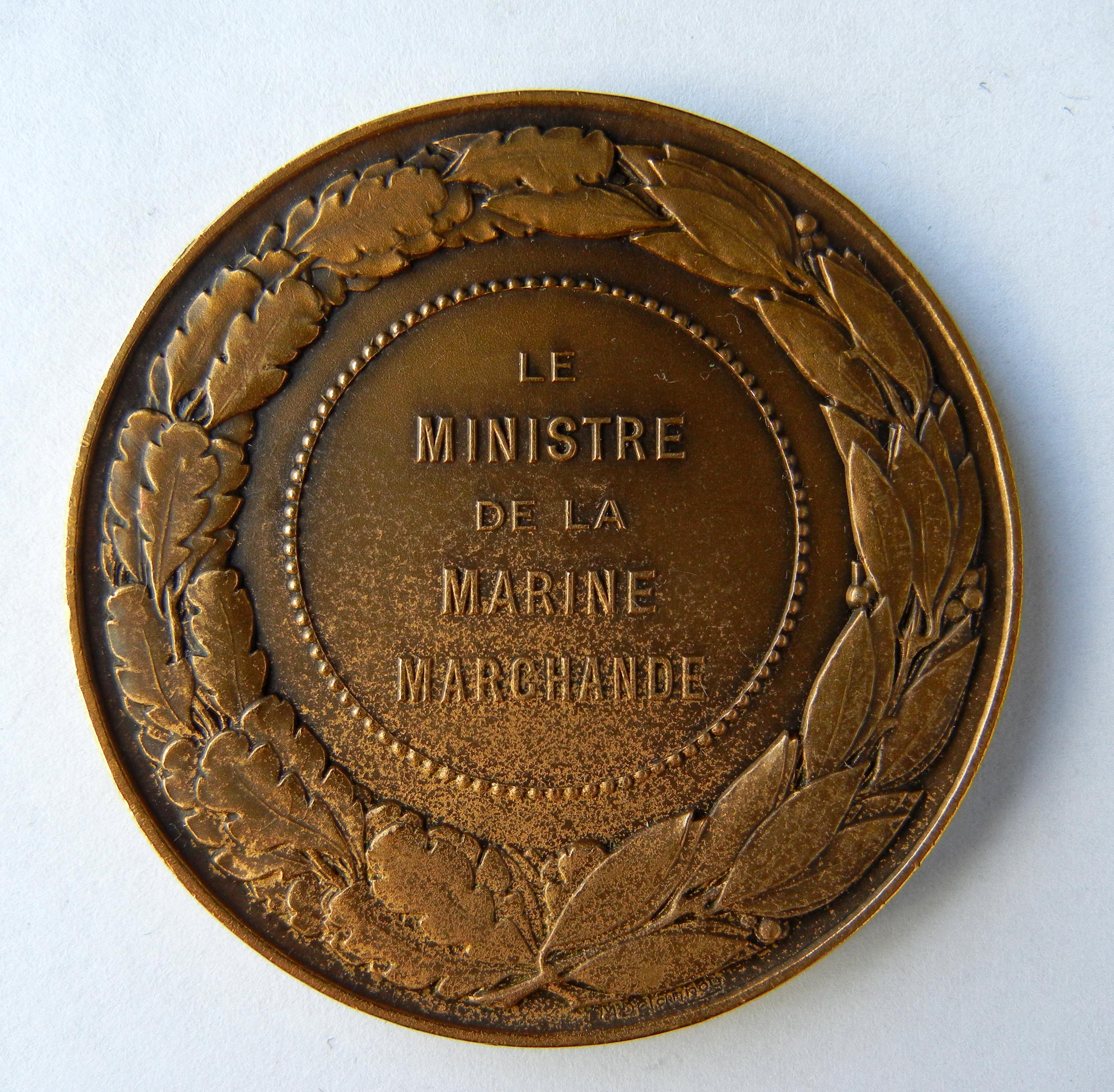
Le Ministre de la Marine Marchande, revers.